# Hola y adiós
Hola y adiós fue un docu-reality argentino emitido por Telefe y presentado por el actor Michel Noher.

## Formato
El programa muestra las historias de los pasajeros del Aeropuerto Internacional Ministro Pistarini, en Buenos Aires, a través de entrevistas improvisadas a personas que reciben o despiden a familiares o amigos que entran o salen del país.

## Audiencia
| #1  | Jueves  | 7 de enero de 2016    | 9.5 | ↑ Subió | No | [ 1 ]  |
| #2  | Viernes | 15 de enero de 2016   | 8.3 | ↓ Bajó  | No | [ 2 ]  |
| #3  | Domingo | 24 de enero de 2016   | 6.2 | ↓ Bajó  | No | [ 3 ]  |
| #4  | Domingo | 31 de enero de 2016   | 8.0 | ↑ Subió | Sí | [ 4 ]  |
| #5  | Domingo | 7 de febrero de 2016  | 5.2 | ↓ Bajó  | No | [ 5 ]  |
| #6  | Domingo | 14 de febrero de 2016 | 4.4 | ↓ Bajó  | No | [ 6 ]  |
| #7  | Domingo | 21 de febrero de 2016 | 5.7 | ↑ Subió | No | [ 7 ]  |
| #8  | Domingo | 28 de febrero de 2016 | 4.8 | ↓ Bajó  | No | [ 8 ]  |
| #9  | Domingo | 6 de marzo de 2016    | 4.8 | ↓ Bajó  | No | [ 9 ]  |
| #10 | Domingo | 13 de marzo de 2016   | 3.7 | ↓ Bajó  | No | [ 10 ] |
| #11 | Domingo | 20 de marzo de 2016   | 4.6 | ↑ Subió | Sí | [ 11 ] |
| #12 | Domingo | 27 de marzo de 2016   | 6.3 | ↑ Subió | Sí | [ 12 ] |
| #13 | Domingo | 3 de abril de 2016    | 5.9 | ↓ Bajó  | No | [ 13 ] |

     Emisión más vista hasta el momento.

     Emisión menos vista hasta el momento.

## Ficha técnica
- Conducción: Michel Noher
- Productor General: Ricardo Pichetto
- Director de Negocios: Javier Recchini
- Gerente de Contenidos: Sebastián Moguilevsky
- Gerente de Producción: Anouk Aaron
- Producción Ejecutiva: Fernando Pérez Solivella
- Equipo de Producción: Fernando García – Paula Bonet – Bárbara Castellano – Fernando Meana
- Equipo de Realización: Jacobo Ovalle – Tulio Almada – Ignacio Goyen (Sonido)
- Producción de Historias y Logueo: Nicolás Hatsatourian – Adrián Feigeles – Ezequiel Piola – José Donayre Guerrero
- Equipo de Edición: Paola Amor – Matías Vaisman – Julio Roldán – Pablo Tavarone – Wally Quinteros – Fernando Mesías
- Departamento de Audio: Rodrigo “Foca” Zangaro – Maximiliano Lafuente
- Director de Arte: Rixi Gómez
- Post-Producción: Fernando Nardone
- Gerente Comercial: Mariana Bonahora
- Gerente de Finanzas: Roxana Castello
- Departamento de Legales: Adriana Melchionno
- Recursos Humanos: Susana Pérez
- Departamento Técnico: Federico Garzón – Pablo Ezquerra
- Laboratorio de Ideas: Yolanda Butler – Ticiana Armocida
- Producción Telefé: Marcela Spinacce

## Premios y nominaciones
| Año  | Premiación   | Categoría                 | Receptor     | Resultado | Ref.   |
| ---- | ------------ | ------------------------- | ------------ | --------- | ------ |
| 2016 | Premios Tato | Mejor Reality/Docureality | Hola y adiós | Nominado  | [ 14 ] |

## Adaptaciones
- En noviembre de 2017 se estrenó la versión chilena del programa en Canal 13.[15]